# 2012-es WEC bahreini 6 órás verseny
| Pályarajz | Pályarajz                  | Pályarajz                                          |
| --------- | -------------------------- | -------------------------------------------------- |
|           |                            |                                                    |
| Győztesek |                            |                                                    |
| Kategória | Csapat                     | Versenyzők                                         |
| LMP1      | #1 Audi Sport Team Joest   | André Lotterer Marcel Fässler Benoît Tréluyer      |
| LMP2      | #49 Pecom Racing           | Pierre Kaffer Nicolas Minassian Luís Pérez Companc |
| LMGTE Pro | #51 AF Corse               | Toni Vilander Giancarlo Fisichella                 |
| LMGTE Am  | #88 Team Felbermayr-Proton | Christian Ried Gianluca Roda Paolo Ruberti         |

A 2012-es WEC bahreini 6 órás verseny a Hosszútávú-világbajnokság 2012-es szezonjának hatodik futama volt, amelyet szeptember 28. és szeptember 29. között tartottak meg a Bahrain International Circuit versenypályán. A fordulót André Lotterer, Marcel Fässler és Benoît Tréluyer triója nyerte meg, akik a hibridhajtású Audi Sport Team Joest csapatának versenyautóját vezették.

## Időmérő
A kategóriák leggyorsabb versenyzői vastaggal vannak kiemelve.
| Poz. | Kategória | Csapat                      | Átlagidő   | Különbség | Rajthely |
| ---- | --------- | --------------------------- | ---------- | --------- | -------- |
| 1.   | LMP1      | #2 Audi Sport Team Joest    | 1:45,814   |           | 1        |
| 2.   | LMP1      | #1 Audi Sport Team Joest    | 1:45,888   | +0,074    | 2        |
| 3    | LMP1      | #7 Toyota Racing            | 1:46,254   | +0,440    | 3        |
| 4.   | LMP1      | #12 Rebellion Racing        | 1:47,638   | +1,824    | 4        |
| 5.   | LMP1      | #21 Strakka Racing          | 1:48,446   | +2,632    | 5        |
| 6.   | LMP1      | #22 JRM                     | 1:48,784   | +2,970    | 6        |
| 7.   | LMP2      | #44 Starworks Motorsport    | 1:51,798   | +5,984    | 7        |
| 8.   | LMP2      | #25 ADR-Delta               | 1:52,285   | +6,471    | 8        |
| 9.   | LMP2      | #24 OAK Racing              | 1:52.368   | +6,554    | 9        |
| 10.  | LMP2      | #35 OAK Racing              | 1:52,609   | +6,795    | 10       |
| 11.  | LMP2      | #49 Pecom Racing            | 1:52,624   | +6,810    | 11       |
| 12.  | LMP2      | #31 Lotus                   | 1:52,696   | +6,882    | 12       |
| 13.  | LMP2      | #26 Signatech-Nissan        | 1:53,328   | +7,514    | 13       |
| 14.  | LMP2      | #31 Lotus                   | 1:53,733   | +7,919    | 14       |
| 15.  | LMP2      | #23 Signatech-Nissan        | 1:53,793   | +7,979    | 15       |
| 16.  | LMP2      | #29 Gulf Racing Middle East | 1:55,465   | +9,651    | 16       |
| 17.  | LMP2      | #41 Greaves Motorsport      | 1:58,603   | +12,789   | 17       |
| 18.  | LMGTE Pro | #97 Aston Martin Racing     | 2:00,234   | +14,420   | 18       |
| 19.  | LMGTE Pro | #77 Team Felbermayr-Proton  | 2:00,532   | +14,718   | 19       |
| 20.  | LMGTE Pro | #51 AF Corse                | 2:01,522   | +15,708   | 20       |
| 21.  | LMGTE Pro | #71 AF Corse                | 2:01,861   | +16,047   | 21       |
| 22.  | LMGTE Am  | #61 AF Corse-Waltrip        | 2:02,812   | +16,998   | 22       |
| 23.  | LMGTE Am  | #50 Larbre Compétition      | 2:03,253   | +17,439   | 23       |
| 24.  | LMGTE Am  | #88 Team Felbermayr-Proton  | 2:03,686   | +17,872   | 24       |
| 25.  | LMGTE Am  | #70 Larbre Compétition      | 2:04,934   | +19,120   | 25       |
| 26.  | LMGTE Am  | #55 JWA-Avila               | 2:05,572   | +19,758   | 26       |
| 27.  | LMGTE Am  | #57 Krohn Racing            | 2:06,806   | +20,992   | 27       |
| —    | LMP1      | #13 Rebellion Racing        | idő nélkül |           | 28       |

## Verseny
A résztvevőknek legalább a versenytáv 70%-át (136 kört) teljesíteniük kellett ahhoz, hogy az elért eredményüket értékeljék. A kategóriák leggyorsabb versenyzői vastaggal vannak kiemelve.
| Helyezés | Kategória | #  | Csapat                  | Versenyzők                                           | Kasztni                          | Gumi | Kör | Idő/Hátrány/Kiesés |
| Helyezés | Kategória | #  | Csapat                  | Versenyzők                                           | Motor                            | Gumi | Kör | Idő/Hátrány/Kiesés |
| -------- | --------- | -- | ----------------------- | ---------------------------------------------------- | -------------------------------- | ---- | --- | ------------------ |
| 1.       | LMP1      | 1  | Audi Sport Team Joest   | Benoît Tréluyer Marcel Fässler André Lotterer        | Audi R18 e-tron quattro          | M    | 191 | 6:00:56,244        |
| 1.       | LMP1      | 1  | Audi Sport Team Joest   | Benoît Tréluyer Marcel Fässler André Lotterer        | Audi TDI 3.7 L Turbo V6 (Diesel) | M    | 191 | 6:00:56,244        |
| 2.       | LMP1      | 2  | Audi Sport Team Joest   | Allan McNish Tom Kristensen                          | Audi R18 e-tron quattro          | M    | 190 | +1 kör             |
| 2.       | LMP1      | 2  | Audi Sport Team Joest   | Allan McNish Tom Kristensen                          | Audi TDI 3.7 L Turbo V6 (Diesel) | M    | 190 | +1 kör             |
| 3.       | LMP1      | 21 | Strakka Racing          | Jonny Kane Danny Watts Nick Leventis                 | HPD ARX-03a                      | M    | 185 | +6 kör             |
| 3.       | LMP1      | 21 | Strakka Racing          | Jonny Kane Danny Watts Nick Leventis                 | Honda LM-AR6 3.4 L V8            | M    | 185 | +6 kör             |
| 4.       | LMP1      | 12 | Rebellion Racing        | Nicolas Prost Neel Jani                              | Lola B12/60                      | M    | 184 | +7 kör             |
| 4.       | LMP1      | 12 | Rebellion Racing        | Nicolas Prost Neel Jani                              | Toyota RV8KLM 3.4 L V8           | M    | 184 | +7 kör             |
| 5.       | LMP1      | 13 | Rebellion Racing        | Harold Primat Andrea Belicchi                        | Lola B12/60                      | M    | 181 | +10 kör            |
| 5.       | LMP1      | 13 | Rebellion Racing        | Harold Primat Andrea Belicchi                        | Toyota RV8KLM 3.4 L V8           | M    | 181 | +10 kör            |
| 6.       | LMP2      | 49 | Pecom Racing            | Pierre Kaffer Nicolas Minassian Luís Pérez Companc   | Oreca 03                         | D    | 179 | +12 kör            |
| 6.       | LMP2      | 49 | Pecom Racing            | Pierre Kaffer Nicolas Minassian Luís Pérez Companc   | Nissan VK45DE 4.5 L V8           | D    | 179 | +12 kör            |
| 7.       | LMP2      | 23 | Signatech-Nissan        | Jordan Tresson Olivier Lombard Franck Mailleux       | Oreca 03                         | D    | 177 | +14 kör            |
| 7.       | LMP2      | 23 | Signatech-Nissan        | Jordan Tresson Olivier Lombard Franck Mailleux       | Nissan VK45DE 4.5 L V8           | D    | 177 | +14 kör            |
| 8.       | LMP2      | 44 | Starworks Motorsport    | Stéphane Sarrazin Tom Kimber-Smith Enzo Potolicchio  | HPD ARX-03b                      | D    | 177 | +14 kör            |
| 8.       | LMP2      | 44 | Starworks Motorsport    | Stéphane Sarrazin Tom Kimber-Smith Enzo Potolicchio  | Honda HR28TT 2.8 L Turbo V6      | D    | 177 | +14 kör            |
| 9.       | LMP2      | 32 | Lotus                   | Kevin Weeda James Rossiter Vitantonio Liuzzi         | Lola B12/80                      | D    | 177 | +14 kör            |
| 9.       | LMP2      | 32 | Lotus                   | Kevin Weeda James Rossiter Vitantonio Liuzzi         | Lotus 3.6 L V8                   | D    | 177 | +14 kör            |
| 10.      | LMP2      | 26 | Signatech-Nissan        | Pierre Ragues Roman Ruszinov Nelson Panciatici       | Oreca 03                         | D    | 176 | +15 kör            |
| 10.      | LMP2      | 26 | Signatech-Nissan        | Pierre Ragues Roman Ruszinov Nelson Panciatici       | Nissan VK45DE 4.5 L V8           | D    | 176 | +15 kör            |
| 11.      | LMP2      | 24 | OAK Racing              | Olivier Pla Matthieu Lahaye Jacques Nicolet          | Morgan LMP2                      | D    | 172 | +19 kör            |
| 11.      | LMP2      | 24 | OAK Racing              | Olivier Pla Matthieu Lahaye Jacques Nicolet          | Nissan VK45DE 4.5 L V8           | D    | 172 | +19 kör            |
| 12.      | LMP2      | 41 | Greaves Motorsport      | Elton Julian Ricardo González Christian Zugel        | Zytek Z11SN                      | D    | 170 | +21 kör            |
| 12.      | LMP2      | 41 | Greaves Motorsport      | Elton Julian Ricardo González Christian Zugel        | Nissan VK45DE 4.5 L V8           | D    | 170 | +21 kör            |
| 13.      | LMGTE Pro | 51 | AF Corse                | Toni Vilander Giancarlo Fisichella                   | Ferrari 458 Italia GT2           | M    | 170 | +21 kör            |
| 13.      | LMGTE Pro | 51 | AF Corse                | Toni Vilander Giancarlo Fisichella                   | Ferrari F142 4.5 L V8            | M    | 170 | +21 kör            |
| 14.      | LMGTE Pro | 97 | Aston Martin Racing     | Darren Turner Stefan Mücke                           | Aston Martin Vantage GTE         | M    | 169 | +22 kör            |
| 14.      | LMGTE Pro | 97 | Aston Martin Racing     | Darren Turner Stefan Mücke                           | Aston Martin 4.5 L V8            | M    | 169 | +22 kör            |
| 15.      | LMGTE Pro | 77 | Team Felbermayr-Proton  | Richard Lietz Marc Lieb                              | Porsche 997 GT3-RSR              | M    | 169 | +22 kör            |
| 15.      | LMGTE Pro | 77 | Team Felbermayr-Proton  | Richard Lietz Marc Lieb                              | Porsche 4.0 L Flat-6             | M    | 169 | +22 kör            |
| 16.      | LMGTE Pro | 71 | AF Corse                | Olivier Beretta[a] Andrea Bertolini                  | Ferrari 458 Italia GT2           | M    | 169 | +22 kör            |
| 16.      | LMGTE Pro | 71 | AF Corse                | Olivier Beretta[a] Andrea Bertolini                  | Ferrari F142 4.5 L V8            | M    | 169 | +22 kör            |
| 17.      | LMGTE Am  | 88 | Team Felbermayr-Proton  | Christian Ried Gianluca Roda Paolo Ruberti           | Porsche 997 GT3-RSR              | M    | 165 | +26 kör            |
| 17.      | LMGTE Am  | 88 | Team Felbermayr-Proton  | Christian Ried Gianluca Roda Paolo Ruberti           | Porsche 4.0 L Flat-6             | M    | 165 | +26 kör            |
| 18.      | LMGTE Am  | 61 | AF Corse-Waltrip        | Robert Kauffman Brian Vickers Rui Águas              | Ferrari 458 Italia GT2           | M    | 164 | +27 kör            |
| 18.      | LMGTE Am  | 61 | AF Corse-Waltrip        | Robert Kauffman Brian Vickers Rui Águas              | Ferrari F142 4.5 L V8            | M    | 164 | +27 kör            |
| 19.      | LMGTE Am  | 57 | Krohn Racing            | Tracy Krohn Niclas Jönsson Michele Rugolo            | Ferrari 458 Italia GT2           | M    | 162 | +29 kör            |
| 19.      | LMGTE Am  | 57 | Krohn Racing            | Tracy Krohn Niclas Jönsson Michele Rugolo            | Ferrari F142 4.5 L V8            | M    | 162 | +29 kör            |
| 20.      | LMP2      | 25 | ADR-Delta               | Tor Graves John Martin                               | Oreca 03                         | D    | 161 | +30 kör            |
| 20.      | LMP2      | 25 | ADR-Delta               | Tor Graves John Martin                               | Nissan VK45DE 4.5 L V8           | D    | 161 | +30 kör            |
| 21.      | LMGTE Am  | 50 | Larbre Compétition      | Patrick Bornhauser Julien Canal Fernando Rees        | Chevrolet Corvette C6.R          | M    | 157 | +34 kör            |
| 21.      | LMGTE Am  | 50 | Larbre Compétition      | Patrick Bornhauser Julien Canal Fernando Rees        | Chevrolet 5.5 L V8               | M    | 157 | +34 kör            |
| 22.      | LMGTE Am  | 70 | Larbre Compétition      | Jean-Philippe Belloc Christophe Bourret Pascal Gibon | Chevrolet Corvette C6.R          | M    | 153 | +38 kör            |
| 22.      | LMGTE Am  | 70 | Larbre Compétition      | Jean-Philippe Belloc Christophe Bourret Pascal Gibon | Chevrolet 5.5 L V8               | M    | 153 | +38 kör            |
| 23.      | LMGTE Am  | 55 | JWA-Avila               | Joël Camathias Benny Simonsen Paul Daniels           | Porsche 997 GT3-RSR              | P    | 150 | +41 kör            |
| 23.      | LMGTE Am  | 55 | JWA-Avila               | Joël Camathias Benny Simonsen Paul Daniels           | Porsche 4.0 L Flat-6             | P    | 150 | +41 kör            |
| Ki       | LMP1      | 7  | Toyota Racing           | Alexander Wurz Nicolas Lapierre                      | Toyota TS030 Hybrid              | M    | 144 |                    |
| Ki       | LMP1      | 7  | Toyota Racing           | Alexander Wurz Nicolas Lapierre                      | Toyota 3.4 L V8 (Hybrid)         | M    | 144 |                    |
| Ki       | LMP2      | 31 | Lotus                   | Luca Moro Thomas Holzer                              | Lola B12/80                      | D    | 103 |                    |
| Ki       | LMP2      | 31 | Lotus                   | Luca Moro Thomas Holzer                              | Lotus 3.6 L V8                   | D    | 103 |                    |
| Ki       | LMP2      | 29 | Gulf Racing Middle East | Jean-Denis Délétraz Ihara Keiko Fabien Giroix        | Lola B12/80                      | D    | 97  |                    |
| Ki       | LMP2      | 29 | Gulf Racing Middle East | Jean-Denis Délétraz Ihara Keiko Fabien Giroix        | Nissan VK45DE 4.5 L V8           | D    | 97  |                    |
| Ki       | LMP1      | 22 | JRM                     | Peter Dumbreck Karun Chandhok David Brabham          | HPD ARX-03a                      | M    | 61  |                    |
| Ki       | LMP1      | 22 | JRM                     | Peter Dumbreck Karun Chandhok David Brabham          | Honda LM-AR6 3.4 L V8            | M    | 61  |                    |
| Ki       | LMP2      | 35 | OAK Racing              | Alex Brundle Dominik Kraihamer Bertrand Baguette     | Morgan LMP2                      | D    | 14  |                    |
| Ki       | LMP2      | 35 | OAK Racing              | Alex Brundle Dominik Kraihamer Bertrand Baguette     | Nissan VK45DE 4.5 L V8           | D    | 14  |                    |

Megjegyzés:
- ↑ a:  Elkerülhető baleset okozásáért kizárták Olivier Berettát a versenyt követően, ennek ellenére az #71-es AF Corse egysége megtarthatta a pozícióját.

## A világbajnokság állása a versenyt követően
LMP1 versenyzők (Teljes táblázat)
| H  | Versenyzők                                    | Pont  | H  | Konstruktőrök | Pont |
| -- | --------------------------------------------- | ----- | -- | ------------- | ---- |
| 1. | André Lotterer Marcel Fässler Benoît Tréluyer | 139,5 | 1. | Audi          | 173  |
| 2. | Allan McNish Tom Kristensen                   | 126   | 2. | Toyota        | 44   |
| 3. | Rinaldo Capello                               | 77    | 3. | '             |      |
| 4. | Nicolas Prost Neel Jani                       | 74,5  |    |               |      |
| 5. | Romain Dumas Loïc Duval                       | 67    |    |               |      |

GT (Teljes táblázat)
| H  | Konstruktőrök      | Pont |
| -- | ------------------ | ---- |
| 1. | Ferrari            | 277  |
| 2. | Porsche            | 162  |
| 3. | Chevrolet Corvette | 104  |

LMP1-kupa (Teljes táblázat)
| H  | Konstruktőrök    | Pont |
| -- | ---------------- | ---- |
| 1. | Rebellion Racing | 155  |
| 2. | Strakka Racing   | 118  |
| 3. | JRM              | 87   |
| 4. | Pescarolo Team   | 25   |
| 5. | OAK Racing       | 8    |

LMP2 (Teljes táblázat)
| H  | Konstruktőrök         | Pont |
| -- | --------------------- | ---- |
| 1. | Starworks Motorsports | 140  |
| 2. | PeCom Racing          | 117  |
| 3. | ADR-Delta             | 104  |
| 4. | Greaves Motorsport    | 85   |
| 5. | OAK Racing            | 70   |

LMGTE Pro (Teljes táblázat)
| H  | Konstruktőrök          | Pont |
| -- | ---------------------- | ---- |
| 1. | AF Corse               | 168  |
| 2. | Aston Martin Racing    | 101  |
| 3. | Team Felbermayr-Proton | 89   |
| 4. | Luxury Racing          | 53   |

LMGTE Am (Teljes táblázat)
| H  | Konstruktőrök          | Pont |
| -- | ---------------------- | ---- |
| 1. | Larbre Competition     | 128  |
| 2. | Team Felbermayr-Proton | 119  |
| 3. | AF Corse-Waltrip       | 96   |
| 4. | Krohn Racing           | 86   |
| 5. | JWA-Avila              | 70   |